# Грађанско право
Грађанско право је породица правних грана које регулишу имовинске и неимовинске односе поводом ствари, чинидби, људских радњи и творевина ума на основу начела аутономије воље, преносивости права и обавеза, правне једнакости, заштите на приватни захтјев и имовинске санкције.
Свеукупно, разликују се: УВОД У ГРАЂАНСКО ПРАВО, ОПШТИ ДИО ГРАЂАНСКОГ ПРАВА И ПОСЕБНИ ДИЈЕЛОВИ (облигационо, стварно, породично, насљедно, интелектуално, радно, лично, трговинско).

## Појам
Право (као правна наука) се уопштено дели на приватно и јавно право. Грађанско право је део приватног права који изучава и уређује субјективна грађанска права и грађанскоправне односе, као и положај субјеката у тим односима. Грађанско право је супротно јавном праву, јер је његова основна карактеристика једнакост странака и равноправност њихових воља. Код јавног права постоји однос субординације (потчињавања), јер једна страна - држава (односно неки њен орган) наређује, док други субјект томе мора да се покорава (типичан пример је пореско право - колики порез разреже пореска управа, толико мора да се плати). У приватном праву, чак и када се као једна од страна уговорница појављује држава (нпр. купује земљиште од приватног власника), обе стране имају потпуно једнака права.
Иначе, некада је грађанско право била веома широка област и готово се поклапала са приватним правом, али се касније, са већим уплитањем државе у неке области, почињу да издвајају нове правне гране. Тако да приватно, поред грађанског, чине и трговинско, менично и чековно право и право осигурања. Поред њих из грађанског права издвојиле су се и неке друге правне гране, као што су радно, стамбено, ауторско, па и породично право које имају тенденцију да „побегну“ из области приватног у јавно право.

## Основна начела
Иако о овом питању важи она народна „колико људи, толико ћуди“, па сваки аутор набраја посебна начела, ипак је могуће издвојити 3 начела око којих не постоји никакав спор. То су:
1. приватна аутономија
2. савесност и поштење
3. имовинска одговорност

Приватна аутономија или аутономија воље је филозофска категорија чији су значај наглашавали мислиоци, почев од Сократа и Аристотела, преко Хуга Гроцијуса, па до филозофа-просветитеља: Волтера, Русоа, Монтескјеа. Аутономија воље се дефинише као самоодређење човека као индивидуе која представља основ сваког друштва. Воља оваквог човека има креативну моћ и она је претпоставка постојања основних грађанскоправних института. Из овог начела произлазе врло значајне правне последице: равноправност странака, преносивост субјективних права, слобода да се закључују уговори, слободан избор сауговорника, слободан избор садржине уговора, итд.
Савесност и поштење је други фундаментални принцип грађанског права. Он представља противтежу аутономије воље и коригује је, односно ограничава. Ограничење приватне аутономије је потребно, јер би иначе апсолутна слобода у одлучивању једне стране неминовно довела другу страну у потчињен положај. Савесност и поштење су плод морализације, односно социјализације права и присутни су, малтене, у свим правним системима. Идеја овог начела је да се пружи појачана правна заштита оној страни која га се придржава, на терет несавесне/непоштене стране.
Имовинска одговорност (или имовинска санкција) представља камен темељац модерног грађанског права. Наиме у старом и средњем веку (па чак и на почетку новог века) није постојала свест о имовинској одговорности, већ се право темељило на персоналној одговорности. Принцип персоналне одговорности каже: „Ако си неком дужан, и немаш пара да вратиш дуг - или останеш без неког дела тела, или идеш у ропство, све док не вратиш тај дуг“. Зато се и највећим достигнућем старовековних законика (нпр. Хамурабијевог) сматра управо забрана дужничког ропства. За разлику од персоналне, имовинска одговорност омогућава повериоцу да свој дуг наплати из имовине дужника (разуме се да мора да му остави минимум средстава за живот). Колико је ово начело важно види се из нашег Закона о облигационим односима (који садржи најважније опште институте грађанског права). ЗОО набраја велики број начела, али не и начело имовинске одговорности, јер је оно толико ушло у поре правног система, да се подразумева и уопште не доводи у питање.

## Назив
Термин грађанско право потиче из римског права и већ две хиљаде година се користи за означавање оне гране права која регулише имовинске односе између појединаца у друштву које има робно-новчану привреду. Али није увек било тако. У Риму се ова грана права означавала као „приватно право“, док се назив „грађанско“ (насупрот „универзалном праву") користи да означи право (читав правни систем) који је доступан само римским грађанима. Када је, 212. године, император Каракала, по правима, изједначио све поданике Царства, назив „грађанско“ је постао обесмишљен, јер су сада сви били равноправни, па се све више почиње да користи у данашњем контексту. Касније су овај назив прихватили први модерни грађански законици, па је и назив остао такав до дана данашњег. Синоними за „грађанско право“ су: „буржоаско“, „имовинско“, „приватно“, „цивилно“...

## Систематика
Што се тиче систематике грађанског права, постоје два решења. Једно је понудио још римски правник Гај, па се ова систематика назива Гајева (још и Институционална и Трипартиција). Друго решење је оно које су развили немачки правници током 19. века, а назива се Пандектна систематика. Према Гајевој систематици све право које постоји се односи на ствари, лица и радње (res, personae, actionem). У право које се односи на ствари спадају: стварно право, облигационо право и наследно право. У право које се односи на особе спадају статусно и породично право, а у оно које се односи на радње спада парнични поступак. Пандектна систематика дели грађанско право на 5 делова: општи део, стварно, облигационо, наследно и породично право.
После Првог светског рата, стварањем Совјетског Савеза настаје нови правни систем - социјалистички, који због својих специфичних погледа на породицу и васпитање омладине почиње да придаје веома велики значај породичном праву, што је утицало на његов нагли развој и издвајање у посебну правну грану. Сличне тенденције примећују се и на Западу (нпр. оснивање посебних административних органа који брину о породици, па чак и засебних породичних судова), на шта је западна правна теорија одговорила реорганизацијом Грађанског права које сада прераста у породицу правних грана. Ово је свакако било теоријски оправдано, али ће у даљој будућности ићи на руку тенденцији континуираног издвајања „зрелих“ правних грана, као што су нпр. стварно или облигационо право.

## Извори права
Под изворима права подразумевају се оне чињенице које пресудно утичу на стварање права. Извори права се уопштено деле на материјалне и формалне изворе.
Материјални извори су све оне друштвене чињенице и снаге које доводе до стварања права (класна борба, биолошко-друштвени, економски, политички. културни и други односи).
Формални извори подразумевају форму у којој држава доноси правне норме. Према традиционалној подели, формални извори права су: закон и подзаконски акт, обичај, судска пракса и правна наука.
Неки аутори (нпр. Радомир Лукић) овој дводеоби придодају и вредносне изворе права. Вредносни или идејни извори права су друштвене вредности из којих „извире“ право. У суштини, они и нису прави извори, јер они само осмишљавају, одн. дају идеолошку подлогу постојећим правним нормама. То су нпр. социјализам, фашизам, демократија, правна држава, итд. Наука која проучава вредности назива се аксиологија.
За грађанско, па и целокупно право (наравно у европско-континенталном правном систему) релевантни су само формални извори и то само закон (или законик), а остали извори само изузетно. У нашем праву, пошто не постоји јединствен грађански законик, као релевантни извори појављује се 4 закона: Закон о облигационим односима - ЗОО из 1978, Закон о основама својинскоправних односа - ЗОСОПО из 1980, Закон о наслеђивању - ЗОН из 1995. и Породични закон - ПЗ из 2005. године.
Обичај се у данашњем праву ређе појављује као извор права. У старој Југославији, у време када облигациони односи нису били регулисани законом, примењивале су се узансе, односно трговачки обичаји. ЗОО је касније у свој интегрални текст инкорпорисао све одредбе које су постојале у тзв. Општим узансама за промет робе, тако да је подручје њиховог регулисања знатно ограничено. Што се тиче осталих правних грана у оквиру грађанскоправне породице, само је Закон о браку и породичним односима (у СФРЈ) садржавао одредбе (и то једну једину) која је омогућавала примену обичаја пре писаног права. Та је одредба дозвољавала склапање брака између браће и сестара од стричева (тетки, ујака), ако постоји такав обичај, а иначе је то било забрањено. То је био уступак католичким крајевима СФРЈ, јер је склапање брака између тих сродника уобичајено и дозвољено од стране Католичке цркве.
Судска пракса представља примену, а не стварање права, те тако не може да буде ни извор права. Међутим, постоје и неки изузеци. Нпр. у бившој Југославији, после Другог светског рата, укинути су сви правни прописи Краљевине Југославије, али је остављена могућност да се примењују као правна правила ако нису у супротности са социјалистичким поретком, вредностима, Уставом и касније донетим законима. О њиховој примени одлучивале су судије и на тај начин попуњавали правне празнине, те фактички стварали право. Њихове одлуке су касније инкорпорисане у одговарајуће законе који су доношени. Други изузетак је тај да се, при судовима, одржавају заједничке седнице и доносе упутства и разне одлуке, које служе рационализацији и ефикасности у одлучивању судова. Наиме, нижи судови нису обавезни да доносе одлуке које су у складу са одлукама виших судова, али тиме се повећава ризик да њихова одлука буде поништена од стране вишег суда. Због тога нижи судови избегавају да доносе одлуке које су супротне уобичајенима, тако да фактички одлуке виших судова постају извор права. Нарочито се то односи на Упутства Врховног суда. Наравно, све ово важи само за европско-континентални систем. У англосаксонском правном систему судска одлука је главни и најважнији извор права.
Што се тиче правне науке она није извор права, јер мишљења угледних правника не обавезују. Супротан случај је постојао у римском и, касније византијском праву где су мишљења најпознатијих правника била и те како значајан извор права.